# Ass Back Home
Ass Back Home è il secondo singolo ufficiale tratto dall'album The Papercut Chronicles II, quinto dei Gym Class Heroes.
Il pezzo conta la partecipazione della cantautrice britannica Neon Hitch.

## Video
Nel video il leader del gruppo e Neon Hitch vestono i panni di una coppia di ragazzi che vivono la loro storia separati.